# Der Geheimagent (1981)
Der Geheimagent (französischer Originaltitel: L’agent secret) ist eine französische Fernseh-Verfilmung des Romans Der Geheimagent von Joseph Conrad.

## Handlung
Paris um 1900: Adolphe Verloc, Besitzer eines Buch- und Schreibwarenladens, ist mit der Engländerin Winnie verheiratet. Bei ihnen lebt auch Winnies geistesschwacher Bruder Stevie sowie ihre alte Mutter. Winnie liebt ihren Mann nicht wirklich, ist aber dankbar, dass er sie und ihre Angehörigen versorgt. Die Mutter will den beiden aber nicht länger zur Last fallen und geht freiwillig in ein Altersheim.
Adolphe ist Mitglied einer anarchistischen Geheimorganisation, bespitzelt aber seit Jahren die anderen Mitglieder im Auftrag der russischen Botschaft. Der neue Botschaftssekretär Wladimir möchte, dass die Polizei härter gegen Anarchisten durchgreift, und beauftragt Adolphe deshalb mit der Planung eines Anschlags, der die französische Regierung wachrütteln soll: Adolphes Gruppe soll das Urmeter im Internationalen Büro für Maß und Gewicht in Sèvres durch eine Bombe zerstören. Beim nächsten Treffen der Gruppe traut sich Adolphe nicht, diesen Plan vorzuschlagen, da seine Mitstreiter wegen sehr verschiedener Meinungen zur Anwendung von Gewalt zerstritten sind. Seiner Frau erzählt Adolphe, dass er Stevie zu einem Freund aufs Land bringen will, da der Aufenthalt auf dem Land seinem Geisteszustand gut tun würde. Tatsächlich fährt er aber mit Stevie nach Sèvres und schickt ihn mit der Bombe zu dem Gebäude, in dem der Urmeter ausgestellt ist. Stevie stolpert und fällt auf die Bombe, die ihn in Stücke reißt. Da Winnie aber ein Schild mit seiner Adresse in seinen Mantel genäht hatte, kommt der Polizeiinspektor Hilaire bald auf die richtige Spur. Im Innenministerium weiß man inzwischen, dass die russische Botschaft hinter dem Anschlag steckt, und verzögert aus politischen Gründen die Ermittlungen.
Inzwischen hebt Adolphe sein ganzes Geld ab und teilt Winnie mit, dass sie vielleicht bald das Land verlassen müssen. Als der Inspektor Adolphe verhört und ihn warnt, hört Winnie das Gespräch mit und erfährt so vom Tod ihres Bruders und von Adolphes Schuld. Als später am Abend Adolphe versucht, sie zu beruhigen und Stevies Tod als Unfall herunterzuspielen, greift sie im Affekt nach einem Tranchiermesser und ersticht ihn. Sie flieht aus der Wohnung und will sich von einer nahegelegenen Brücke stürzen, wird aber von Ossipon daran gehindert, einem weiteren Mitglied der anarchistischen Gruppe, der seit Langem in Winnie verliebt ist, dies aber ihr erst jetzt gesteht. Mit dem Geld von Adolphe wollen sie nach England fliehen. Sie steigen am Gare du Nord in den Zug nach Calais, doch als der Zug gerade abfährt, springt Ossipon mit Winnies Geld vom Zug ab und verlässt sie. Später, auf der Fähre nach England, springt Winnie in den Ärmelkanal und nimmt sich das Leben.

## Produktion
Der Film wurde im französischen Fernsehsender France Régions 3 am 17. Oktober 1981 zum ersten Mal ausgestrahlt und war Teil der siebenteiligen Filmreihe Le Roman du samedi. Im deutschen Fernsehen lief er am 1. Februar 1984.
Nach Alfred Hitchcocks Kinofilm Sabotage war es die zweite Verfilmung von Conrads Roman.

## Synchronisation
Bei der deutschen Synchronfassung nach einem Dialogbuch von Sabine Boquoi führte Günther Sauer die Dialogregie.
| Rolle                       | Darsteller          | Synchronsprecher   |
| --------------------------- | ------------------- | ------------------ |
| Adolphe Verloc              | Michael Lonsdale    | Joachim Kerzel     |
| Winnie Verloc               | Marina Vlady        | Heidelinde Weis    |
| Stevie                      | Lucas Belvaux       | Ekkehardt Belle    |
| Winnies Mutter              | Jeanne Herviale     | Tilli Breidenbach  |
| Ossipon                     | Jean-Pierre Sentier | Hans-Georg Panczak |
| Chef der Sûreté             | Alain Mottet        | Hans Korte         |
| Professor                   | Pierrick Mescam     | Klaus Guth         |
| Karl Yundt                  | Sim                 | Fred Maire         |
| Inspektor Hilaire           | Bruno Balp          | Mogens von Gadow   |
| Botschaftssekretär Wladimir | Charles Millot      | Klaus Höhne        |
| Innenminister               | Pierre Plessis      | Niels Clausnitzer  |
| Kapitän                     | Jean Rupert         | Wilmut Borell      |
| Kontaktmann                 | Georges Douking     | Kurt Zips          |
| Kunde                       | Jacques Legras      | Paul Bürks         |
| Kutscher                    | Gabriel Gobin       | Peter Capell       |
| Wachmann                    | Jean Saudray        | K. E. Ludwig       |